# Wilhelm Kreuz
Wilhelm Kreuz est un footballeur et un entraîneur autrichien né le 29 mai 1949 à Vienne.

## Carrière

### Joueur
- 1966-1972 : Admira
- 1972-1974 : Sparta Rotterdam
- 1974-1978 : Feyenoord Rotterdam
- 1978-1982 : LASK Linz

### Entraîneur
- 1986-1987 : Admira (adjoint)
- 1987-1988 : Admira
- 1988-1990 : SK VÖEST Linz
- 1990-1993 : SV Stockerau
- 1993-1994 : FC ÖMV Stadlau
- 1995-1996 : VSE Sankt Pölten
- 2006-2007 : SV Donau

## Sélections
- 56 sélections et 12 buts avec l'équipe d'Autriche de 1969 à 1981.